# Zollernalbkreis
Zollernalbkreis is een Landkreis in de Duitse deelstaat Baden-Württemberg. Op 31 december 2020 telde de Landkreis 189.862 inwoners op een oppervlakte van 917,72 km². Kreisstadt is de stad Balingen.

## Steden en gemeenten
Steden
1. Albstadt
2. Balingen
3. Burladingen
4. Geislingen
5. Haigerloch
6. Hechingen
7. Meßstetten
8. Rosenfeld
9. Schömberg

Overige gemeenten
1. Bisingen
2. Bitz
3. Dautmergen
4. Dormettingen
5. Dotternhausen
6. Grosselfingen
7. Hausen am Tann
8. Jungingen
9. Nusplingen
10. Obernheim
11. Rangendingen
12. Ratshausen
13. Straßberg
14. Weilen unter den Rinnen
15. Winterlingen
16. Zimmern unter der Burg

Alb-Donau-Kreis · Baden-Baden · Biberach · Bodenseekreis · Böblingen · Breisgau-Hochschwarzwald · Calw · Emmendingen · Enzkreis · Esslingen · Freiburg im Breisgau · Freudenstadt · Göppingen · Heidelberg · Heidenheim · Heilbronn (stad) · Landkreis Heilbronn · Hohenlohe · Karlsruhe (stad) · Landkreis Karlsruhe · Konstanz · Lörrach · Ludwigsburg · Main-Tauber-Kreis  · Mannheim · Neckar-Odenwald-Kreis · Ortenaukreis · Ostalbkreis · Pforzheim · Rastatt · Ravensburg · Rems-Murr-Kreis · Reutlingen · Rhein-Neckar-Kreis · Rottweil · Schwäbisch Hall · Schwarzwald-Baar-Kreis · Sigmaringen · Stuttgart · Tübingen · Tuttlingen · Ulm · Waldshut · Zollernalbkreis
Albstadt ·
Balingen ·
Bisingen ·
Bitz ·
Burladingen ·
Dautmergen ·
Dormettingen ·
Dotternhausen ·
Geislingen ·
Grosselfingen ·
Haigerloch ·
Hausen am Tann ·
Hechingen ·
Jungingen ·
Meßstetten ·
Nusplingen ·
Obernheim ·
Rangendingen ·
Ratshausen ·
Rosenfeld ·
Schömberg ·
Straßberg ·
Weilen unter den Rinnen ·
Winterlingen ·
Zimmern unter der Burg